# Heintje – Ein Herz geht auf Reisen
Heintje – Ein Herz geht auf Reisen ist ein Musikfilm aus dem Jahre 1969 unter der Regie von Werner Jacobs. Die Hauptrollen sind mit Heintje, Heinz Reincke und Gerlinde Locker besetzt. Die Uraufführung erfolgte am 26. August 1969.

## Handlung
Heinz Gruber, genannt Heintje, ist Waise und lebt bei seiner Tante Monika Klausen. Deren Verlobten Günter Schelle ist der Junge ein Dorn im Auge, er möchte ihn ins Heim abschieben. Inzwischen hat sich Heintje mit dem Reitstallbesitzer Alfred Teichmann angefreundet, der Heintje anfangs zwar recht ruppig behandelt hat, aber ein gutes Herz besitzt und über seine Gesangskünste nicht aus dem Staunen herauskommt und ihn auf Band singen lässt. Teichmann meint zu Heintje, er sollte Sänger werden, worauf der Junge erwidert, dass er lieber Jockey werden wolle. Als Heintje seinen Schlüssel verliert, kommt es zu einer Auseinandersetzung zwischen Schelle und Teichmann. Kurz darauf schafft Schelle es tatsächlich, Monika Klausen dazu zu bewegen, Heintje in ein Heim abzuschieben. Beim Jugendamt ist Hanna Schwarz, die früher einmal mit Alfred Teichmann verlobt war, mit dem Fall befasst. Als sie Heintje mit den neuen Tatsachen konfrontiert, versucht er, sich seine Traurigkeit nicht anmerken zu lassen. Im Stall bei den Pferden singt er Mamatschi, schenk mir ein Pferdchen. Als er Alfred Teichmann fragt, ob er nicht bei ihm bleiben könne, muss dieser verneinen, fühlt sich dabei aber nicht sehr wohl. Teichmann ist im Begriff mit seiner anspruchsvollen Freundin Gerdi Weber eine Ferienreise anzutreten.
Während einer Wanderung entfernt Heintje sich von seiner Klasse und läuft davon. Da Alfred Teichmann ihm seine Ferienroute geschildert hat, folgt Heintje seinen Spuren. Unterwegs spannen ihn die Gangster Harry, Hugo und Else für ihre Zwecke ein, er soll für sie ein gewisses Päckchen, radioaktives Kobalt, über die Schweizer Grenze schmuggeln, das sie ohne sein Wissen in seinem Reisesack verstecken. Als am vereinbarten Treffpunkt niemand erscheint, macht Heintje sich weiter auf den Weg zu Teichmann. Als er ihn endlich findet, ist die Freude bei beiden groß. Anderentags unterrichtet Teichmann Hanna Schwarz telefonisch davon, dass Heintje bei ihm sei. Als der Leiter des Jugendamtes sich in das Gespräch einmischt und ihn ungerechtfertigt angreift und Hanna Schwarz ihm beipflichtet, ist Teichmann darüber so verärgert, dass er beschließt, Heintje erst einmal bei sich zu behalten. Seine Freundin Gerdi verabschiedet sich daraufhin von ihm und meint, er habe einen Knall. Als Heintje das Päckchen in seinem Reisebeutel entdeckt und Teichmann zeigt, macht der sich sofort einen Reim darauf und geht mit dem Jungen zur Polizei, um das Päckchen abzuliefern. Dort wird ihm mitgeteilt, dass er gesucht werde. Als der Beamte sich kurz entfernt, verlässt Teichmann hellhörig geworden mit Heintje das Polizeirevier.
Als Harry und Else an einer Tankstelle halten und Heintjes Gesang hören, verfolgen sie Teichmann und den Jungen. Inzwischen ist auch Hanna Schwarz in der Schweiz eingetroffen, weil sie sich große Sorgen macht. Sie erzählt Teichmann von dem Kobalt und fängt dann an zu weinen. Teichmann nimmt glücklich zur Kenntnis, dass sie nicht nur um Heintje, sondern auch um ihn Angst hatte, und schließt sie in die Arme. Inzwischen sind Harry und Else bei Heintje und verlangen die Herausgabe des Päckchens. Als Teichmann und Hanna Schwarz zurück aufs Boot kommen, steht ihnen Harry gegenüber und erpresst beide damit, dass sie Heintje nur gegen Rückgabe des Kobalts wiedersehen würden. Als es zum Austausch kommen soll, hat Hanna Schwarz alles vorbereitet, sodass das Duo von der Polizei dingfest gemacht wird. Zu dritt treten sie dann die Weiterreise an. Hanna Schwarz und Alfred Teichmann beschließen zu heiraten, auch um Heintje adoptieren zu können.

## Von Heintje gesungene Lieder
- Liebe Sonne, lach doch wieder
- Ich sing' ein Lied für dich
- Mamatschi, schenk’ mir ein Pferdchen
- Oma so lieb
- Scheiden tut so weh
- Der Mond ist aufgegangen
- Heidschi Bumbeidschi
- Das Schwalbenlied

## DVD
- Heintje – Ein Herz geht auf Reisen und Heintje – Mein bester Freund, erschienen bei Studiocanal/Kinowelt Home Entertainment am 20. Oktober 2006, sowie „Ein Wiedersehen mit …“ Heintje – Ein Herz geht auf Reisen und Heintje – Mein bester Freund, erschienen bei Studiocanal/Kinowelt Home Entertainment am 7. November 2008.[1]

## Auszeichnungen
- 1970: Goldene Leinwand. Der Film hatte in der Bundesrepublik Deutschland etwa 3.500.000 Besucher.[2]

## Kritiken
„Ein von seiner Tante vernachlässigter Waisenjunge wird in ein Kinderheim gesteckt, brennt von dort durch, wird von Schmugglern für Transportzwecke mißbraucht, von der Polizei gesucht und schließlich von der Jugendfürsorgerin gefunden. Diese heiratet den väterlichen Freund des Jungen, einen reichen, liebesbedürftigen Reitstallbesitzer, der den Jungen adoptiert. Eine mit etwas Humor und schnulzigen Schlagern angereicherte sentimentale Geschichte ohne Wirklichkeitsnähe. Der damalige Kinder-Gesangsstar Heintje soll „gnadenlos ans Herz und Gemüt rühren.““

„Eine einfache Handlung, sinnvoll eingebaute acht Lieder sowie Partner wie zum Beispiel Heinz Reincke haben einen soliden deutschen Familienfarbfilm abgegeben, der dem Sechsjährigen ebenso wie der Ahne schlicht ans Herz und Gemüt geht. Wer von einem Film nicht mehr erwartet, wird hier trefflich bedient werden: Heintje, wie er singt und spielt.“

„Tränen rinnen, mitunter darf gelacht werden und dann rinnen sie auch schon wieder. Omas, Kinder und alle die meinen, so könnte oder müßte es im ›Leben‹ zugehen, werden begeistert sein. Warten auf den Stimmbruch.“